# Unión Republicana (1934)
La Unión Republicana (UR) fue un partido político español que existió en el período de la Segunda República Española. El partido jugó un destacado papel en la política española antes del comienzo de la guerra civil española, tras la cual su actividad e importancia decrecieron mucho. Fundado en 1934, dejó de existir en 1958.

## Historia
Fue en septiembre de 1934, tras la fusión del Partido Radical Demócrata (PRD) de Diego Martínez Barrio —escindido el 16 de mayo de ese mismo año del Partido Radical de Lerroux en protesta por su acercamiento a la CEDA— y el Partido Republicano Radical Socialista (PRRS) liderado por Félix Gordón Ordás. 
En 1935 se integró en el Frente Popular junto con socialistas, comunistas, republicanos de izquierda (agrupados en la Izquierda Republicana de Manuel Azaña) y otros grupos progresistas.
Tras el triunfo del Frente Popular en las elecciones generales de 1936, en las que UR obtuvo 38 escaños, se convirtió en el cuarto grupo parlamentario de las Cortes. Izquierda Republicana (IR) y Unión Republicana formaron una coalición de facto repartiéndose las carteras gubernamentales hasta el estallido de la guerra civil española. En mayo, el líder de UR y presidente de las Cortes, Diego Martínez Barrio, desempeñó interinamente la Presidencia de la República tras la destitución de Niceto Alcalá-Zamora, hasta el nombramiento de Manuel Azaña. Martínez Barrio encabezaría también el efímero gobierno formado el 19 de julio de 1936. Durante la Guerra civil, UR se mantuvo siempre en el gobierno, aunque tras la formación del primer gobierno de Largo Caballero, con un único ministro, Bernardo Giner de los Ríos García, en una posición totalmente subordinada.
Tras la guerra, Unión Republicana se convirtió, junto con Izquierda Republicana, en una de las principales organizaciones republicanas en el exilio. Se disolvió en junio de 1959, junto con Izquierda Republicana para dar paso a la fusión de ambas organizaciones en una nueva agrupación: Acción Republicana Democrática Española (ARDE).
Alternativa Republicana (ALTER) es un partido político de España, de ideología republicana, creado a partir de la fusión de Acción Republicana Democrática Española (ARDE), antiguos militantes de Izquierda Republicana (IR), el Partit Republicà d'Esquerra (PRE-IR) y Unión Republicana (UR). En los últimos años se ha presentado en coalición con Partido Socialista Libre Federación (PSLF).